# Misery
Misery je román amerického spisovatele Stephena Kinga z roku 1987. Filmová adaptace vznikla v roce 1990 a jmenuje se Misery nechce zemřít.

## Postavy
- Paul Sheldon – obyčejný spisovatel, kterého proslavily romány o dívce Misery.
- Annie Wilkes – psychopatická a nevyzpytatelná žena, dříve byla zdravotní sestrou.

## Děj
Spisovatel Paul Sheldon má nehodu na silnici. Auto dostává smyk a on se i s ním řítí z cesty do lesa. Zůstává v bezvědomí. První slova, co poté slyší, jsou: „Jsem vaše fanynka číslo 1“. Když se pořádně probere, leží v posteli u Annie Wilkesové a skoro necítí nohy. Annie se zdá ze začátku velmi hodná a příjemná paní. O Paula se stará, holí mu vousy, dává jídlo a prášky na utišení bolesti. Annie má ale občas různé záchvaty vzteku, které většinou schytá Paul. Při jednom takovém záchvatu hodí o zeď misku s polévkou. Následně přichází s kýblem s vodou a hadrem, aby zeď umyla. Posléze dává Paulovi napít z kýblu špinavou vodu aby zapil prášky. Jednou Annie odjíždí pryč. Nechává Paula hlady a bez léků, Paul proto musí pít vlastní moč. Annie mu prohrabává jeho brašnu a donutí Paula spálit jeho příběh Rychlé vozy. Zároveň však od hořícího papíru chytne záclona a Annie začne panikařit. Paul si tak uvědomí, že Annie má strach z ohně.
Tím to všechno začíná. Annie je doslova posedlá Paulovými romány o Misery. Paul ovšem nechal Misery v posledním díle zemřít a to se Annie rozhodně nelíbí. Kupuje starý psací stroj značky Royal, kterému však chybí písmeno N a nutí Paula, aby ji oživil. Paul zprvu píše v posteli protože má zlomené nohy ale když už se trochu zotaví, Annie pořizuje invalidní vozík. Paul je teď závislý jedině na něm. Když Annie opět odjíždí, Paul se vypravuje na prohlídku domu. Nejdřív jede do koupelny, kde si do trenek nacpe několik krabiček Novrilu (lék na zmírnění bolesti). Pokračuje do obývacího pokoje, zde shodí z police malinkého tučňáčka, kterého dá zpátky, avšak opačným směrem. Uvidí telefon – jeho jediná záchrana. Jakmile k němu dojede, opatrně zvedá sluchátko, ale když se neozývá žádný zvuk, nadzvedne telefon a zjišťuje, že v něm nejsou žádné dráty.
V tom slyší stále přibližující se zvuk Anniina auta. Okamžitě se rozjede ke svému pokoji. Dělá mu problém opět zpátky zamknout vlásničkou ale nakonec všechno stihne až na to, že je úplně zpocený. Tak to jde pořád dál. Paul píše a Annie má záchvaty vzteku a jindy je klidná. Jednoho dne k domu přijíždí auto, ze kterého vystoupí postarší pán v klobouku, kterému dá Paul přezdívku Elegán. Annie narychlo Paula sváže a do úst mu nacpe hadr, se kterým předtím myla podlahu.
Pak od Annie zjišťuje, že dotyčný "Elegán" jí přinesl upomínku za nezaplacenou daň z nemovitosti. Jedné noci se Paul probudí a u jeho postele stojí Annie s potkanem chyceným v pasti. Následně ho Annie rukama roztrhá a krev na rukou si před Paulem olíže.
Když se Paul opět dostane ven z pokoje, nachází v obývacím pokoji Aniin deník. Z několika novinových článků zjišťuje, že kdysi bývala sestřičkou v různých nemocnicích a tam nechávala umírat pacienty, nikdy se však neprokázala její vina a nebyla odsouzena. Jako příčina úmrtí bylo u každého pacienta uvedeno: "Krátká nemoc" či "Dlouhá nemoc". Nejprve nechávala umírat seniory, v dalších nemocnicích později i novorozeňata. Byla několikrát před soudem v Denveru a od médií si vysloužila přezdívku "Dračice". Také z deníku zjišťuje, že Annie byla vdaná, ale její manželství vydrželo jen dva roky. Na poslední stránce byl vystřižený článek s titulkem: „Hledá se pohřešovaný Paul Sheldon“. Paul pochopí, že tohle je jeho konec.
Annie Paula už dávno prokoukla a věděla, že tajně utíká z pokoje. Také našla jeho tajný klíč, kterým si odemykal dveře a kuchyňský nůž, který měl Paul schovaný pod matrací. Prozradí mu, že před pár lety zavraždila 23letého studenta z New Yorku, který u ní pár týdnů žil a jeho tělo pak odhodila do velké řeky v lese. Vzápětí Paulovi píchne předoperační injekci a pak sekyrou usekne chodidlo na levé noze a následně zataví ohněm. Jednoho dne přijede policista. Paulovi se naskytne jedinečná příležitost a rozbije okno popelníkem a vykřikne. Annie je tím pádem nucena mladého policistu zabít. Nejdřív ho několikrát bodne dřevěným kůlem z náhrobku své krávy a následně přejede sekačkou na trávu. Annie zavírá Paula do sklepa do úplné tmy a jede odvézt policistovo tělo někam pryč. Paul má následně výčitky svědomí, že smrt policisty zavinil on.
Během psaní Paulovi vypadnou z psacího stroje písmena T a E. Paul si Annie stěžuje, že potřebuje nový psací stroj. Annie mu za trest elektrickou pilkou uřeže palec na levé ruce.
Po dvou dnech přichází dvojice policistů, které Paul nazve "Davidem" a "Goliášem". Tentokrát se však Paul rozhodne na sebe neupozornit, aby oba policisty ušetřil. Annie se podaří oba policisty přesvědčit, že vše je v okolí v naprostém pořádku. Následně odjíždějí. Ovšem na Paula je stále hodná a on konečně dopisuje román o Misery. Paul má zvyk, že si vždycky po dopsání dá cigaretu. Annie mu teda vyhoví a donese jednu cigaretu ze zápalkou. Po dopsání příběhu na Annie zavolá a ta přichází do pokoje i se šampaňským Paul drží v ruce celý román o Misery. Je politý benzínem a Paul ho před jejíma očima zapálí. Annie je z toho rozrušená, začíná křičet, brečet a řvát, hystericky se snaží román zachránit, přitom jí vzplane zástěra. Paul ji udeří psacím strojem a omráčí ji. Zdánlivě nepřemožitelná Annie se opět probírá a začne se rvát. Následně jí Paul rve do úst zbytky ohořelého papíru a vzápětí Annie zakopne o psací stroj a udeří se o římsu krbu. Paul se odplazí do koupelny a zavře za sebou dveře. Posléze na místo přicházejí dva policisté "David" a "Goliáš" a zachraňují Paula. Annie zemřela na proražení lebky způsobené pádem na okraj krbu. Její tělo policisté nalezli ve stodole a v ruce svírala motorovou pilu. Paul se po několika měsících zotavuje a namísto useknutého chodidla dostává od lékařů speciální protézu. Nemůže se však zbavit traumatu, které na něm zanechalo několikaměsíční věznění. A tak stále vidí ve svých představách Annie Wilkesovou se sekerou v ruce, jak se ho snaží zabít.

## Rozhlasová adaptace
V roce 2021 audioverzi románu v režii Petra Mančala a v dramatizaci Williama Goldmana odvysílal Český rozhlas. Hlavní role hrají Helena Dvořáková a Vasil Fridrich.